# Faza
Faza är en ort i Kenya.   Den ligger i länet Lamu, i den sydöstra delen av landet, 500 km öster om huvudstaden Nairobi. Faza ligger 4 meter över havet och antalet invånare är 3 000.
Terrängen runt Faza är mycket platt. Havet är nära Faza norrut.  Det finns inga andra samhällen i närheten. Trakten runt Faza består huvudsakligen av våtmarker.